# موريس بيرين
موريس بيرين (بالفرنسية: Maurice Perrin )‏ (و. 1911 – 1992 م) هو راكب دراجة هوائية فرنسي، ولد في باريس، شارك في الألعاب الأولمبية الصيفية 1932، وCycling at the 1932 Summer Olympics – Men's tandem ‏، توفي عن عمر يناهز 81 عاماً.

## سباقات أو مراحل فاز بها
| التاريخ       | السباق                                             | المركز                  |
| ------------- | -------------------------------------------------- | ----------------------- |
| 01 يناير 1932 | cycling at the 1932 Summer Olympics – men's tandem | الفائز في التصنيف العام |

## روابط خارجية
- موريس بيرين على موقع أرشيف الدراجات (الإنجليزية)
- موريس بيرين على موقع أوليمبيديا (الإنجليزية)